# Herman d’Oultremont
Herman d’Oultremont, född 2 april 1882 i Bryssel, död 17 februari 1943 i Woluwe-Saint-Lambert, var en belgisk ryttare.
Han blev olympisk silvermedaljör i hoppning vid sommarspelen 1920 i Antwerpen.

## Utmärkelser
- Kommendör av Leopolds II:s orden
- Officer av Leopoldorden
- Croix de guerre
- Officer av Kronorden
- Kungliga Svärdsorden

[Redigera Wikidata]